# شهر پرافتخار جنگ
شهر پُرافتخار جنگ (به روسی: Город воинской славы) از القاب افتخاری در روسیه است و به آن دسته از شهرهای روسیه اعطا می‌شود که در خلال جنگ بزرگ میهنی، سربازان در آن شهرها از خود دلاوری و قهرمانی نشان داده‌باشند.
این لقب که قابل مقایسه با لقب شهر قهرمان زمان شوروی است تاکنون به ۲۷ شهر روسیه اعطا شده‌است. هیچ شهری هنوز هر دو لقب را از آن خود نکرده‌است.
دمیتری مدودف رئیس‌جمهور روسیه در ماه فوریه ۲۰۱۱ به مناسبت فرارسیدن روز «دفاع از میهن» لقب «شهر پرافتخار جنگ» را به شهرهای ولادی‌وستوک، تور و تیخوین اعطا کرد.